# Мамутеня Юка

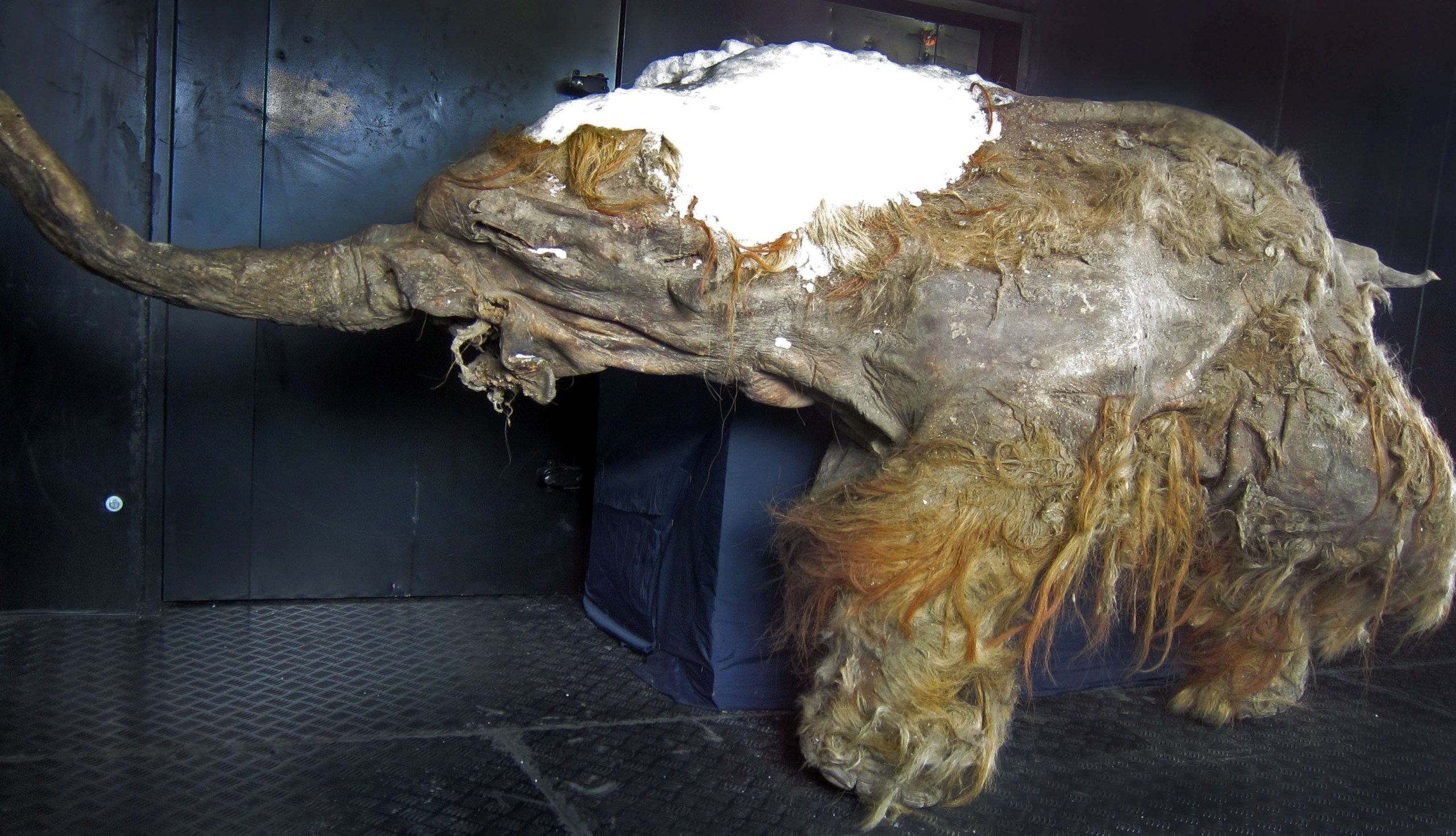
Експонувався в Москві на Фестивалі Російського географічного товариства від 31 жовтня до 6 листопада 2014 року в Центральний будинок художника (Москва)

Мамутеня Юка — унікальна за цілістю мумія молодого мамута, самки викопного виду кошлатий мамут (лат. Mammuthus primigenius).

## Історія знахідки
Рештки самки мамута підліткового віку масою 106 кг виявили 2010 року члени громади юкагирів за 30 км на захід від гирла річки Кондратьєво на південному узбережжі моря Лаптєвих у місцевості Ойогоський яр Усть-Янського улусу Республіки Саха. Висота в холці становить 165 см, довжина тіла від основи хобота до основи хвоста — близько 205 см, хвіст короткий — близько 9 см, маса живого мамута могла досягати 450—550 кг. Виявлене мамутеня назвали за назвою громади Юка. Тварина загинула близько 28 тис. років тому (не каліброване радіовуглецеве датування — близько 34,3 тис. років тому) у віці 6-9 років (судячи за ступенем стирання корінних зубів).

## Унікальність знахідки
Унікальність знахідки полягає в тому, що збереглися навіть м'які тканини та шерсть, яка має властивий дитинчатам кошлатого мамонта рудий відтінок. Гарне збереження тіла тварини пояснюється тим, що воно постійно перебувало в зоні вічної мерзлоти.
На шкірі тварини виявлено сліди від кігтів і зубів хижаків, а також рівні розрізи, залишені стародавніми людьми. Вважається, що мисливці вилучили частину жиру і м'яса, а також деякі кістки.
Також уперше вчені отримали в розпорядження настільки добре збережений мозок викопної тварини. 2013 року вчені Академії наук Республіки Саха (Якутія) спільно з московськими вченими з Інституту біомедичних проблем РАН і Палеонтологічного інституту РАН дістали мозок з черепа мамута з метою його консервування і подальшого вивчення. Вченим з Росії та Японії вдалося частково відновити ДНК мамутеняти Юки. Аналіз видового складу ракоподібних, знайдених у намерзлих осадах на черепі мумії мамонтеняти Юки показав, що водойма, в якій лежало тіло Юки перед вмерзанням у лід вічної мерзлоти, населяли таксони, характерні для невеликих прісноводних ставків і маленьких озер із застійною водою в посушливих районах Євразії, таких як Казахстан і Монголія. Також знайдено панцири діатомових водоростей. Це свідчить про те, що прісноводні спільноти водойм плейстоценової Берингії не мають сучасних аналогів, так само як і мамутова фауна холодних високопродуктивних тундростепів.